# Харагезов, Павел Александрович
Павел Александрович Харагезов (род. 22 марта 1987 года в Новочеркасске) — российский легкоатлет. Бронзовый призёр Паралимпийских игр, многократный призёр чемпионатов мира. Заслуженный мастер спорта России.

## Награды и звания
- Мастер спорта России международного класса.
- Заслуженный мастер спорта России (2008).
- Медаль ордена «За заслуги перед Отечеством» II степени (30 сентября 2009 года) — за большой вклад в развитие физической культуры и спорта, высокие спортивные достижения на XIII Паралимпийских летних играх 2008 года в городе Пекине (Китай)[1].